# Doucelles
Doucelles település Franciaországban, Sarthe megyében. Lakosainak száma 225 fő (2022. január 1.). Doucelles Chérancé, Vivoin, Meurcé és René községekkel határos.

## Népesség
A település népességének változása:
| Lakosok száma | 211  | 185  | 180  | 166  | 255  | 252  | 250  | 251  | 243  | 225  |
|               | 1962 | 1975 | 1982 | 1999 | 2013 | 2015 | 2017 | 2019 | 2020 | 2022 |